# Arca Air
Arca Air es una futura aerolínea colombiana, con su centro de operaciones en el Aeropuerto Internacional Matecaña, que presta sus servicios a la ciudad de Pereira. Será la primera aerolínea del eje cafetero y contará con una flota inicial de aviones Airbus A320.

## Destinos
- Pereira-Punta Cana-Pereira[3]